# フィディアス・パナヨトゥ
フィディアス・パナヨトゥ（ギリシャ語: Φειδίας Παναγιώτου, ラテン文字転写: Fidias Panayiotou; 2000年4月10日 - ）は、キプロスの迷惑系YouTuber、政治家。活動名はフィディアス。2024年に欧州議会議員に選出された。

## YouTuber
キプロス国家守備隊での兵役を終えた2019年に動画投稿を始め、著名人達と会う動画や無料で旅をする動画で知られ、後述の通り日本での犯罪を繰り返す動画では批判を受けた。

## 欧州議会議員
2024年6月に2024年欧州議会議員選挙へキプロスの選挙区から立候補し、政党別で19.36％の得票率を獲得して国別で6議席割り当てられたうちの一つに選出された。個人票では次点の候補者に26,573票差をつけ79,163票を獲得した。すべての政党から支持されておらず、キプロス史上初めて無所属で欧州議会選挙に当選した。
政治的経験がない24歳のYouTuberが、政党が擁立する候補者と互角の票数を獲得し、独立以来キプロスの政治を支配する大政党である労働者人民進歩党や民主党集会に2 - 5%差まで追い上げて当選した事態を、現地メディアなどは「フィディアス現象」と称した。

## 日本との関係
2023年に、日本で新幹線に無賃乗車するなどの犯罪行為を繰り返す動画をYouTubeにアップロードし、JR九州などが警察に被害届を提出している。